# Чумак, Олег Владимирович
Оле́г Влади́мирович Чума́к (род. 22 мая 1970, Зелековка, Ворошиловградская область) — украинский тяжелоатлет, участник Олимпийских игр 1996 года, бронзовый призёр чемпионата Европы 1997 года.

## Биография
Олег Чумак родился 22 мая 1970 года в селе Зелековка Беловодского района Луганской области. Начал заниматься тяжёлой атлетикой в возрасте 11 лет под руководством  Владимира Самардака.
Первые крупные международные старты у Чумака состоялись в 1994 году, когда молодой луганский спортсмен принял участие в чемпионате Европы (4-е место) и чемпионате мира (6-е место).
В 1996 году Олег Чумак принял участие в соревнованиях в категории до 91 кг на летних Олимпийских играх в Атланте. В рывке украинский тяжелоатлет смог взять вес 167,5 кг и после первого упражнения занимал 8-е место. В толчке Чумак смог поднять 212,5 кг и, набрав сумму 380,0 кг, занял итоговое 7-е место.
В 1997 году Чумак принял участие в чемпионате Европы, проходившем в хорватской Риеке. Украинский тяжелоатлет смог завоевать бронзовую медаль, уступив лишь спортсменам из Турции и Германии.
Чумак является многократным чемпионом Украины по тяжёлой атлетике. Также Олегу удавалось неоднократно устанавливать национальные рекорды в своей весовой категории.

## Семья
- Супруга — Елена Чумак, дети — Олег и Татьяна.